# Brayan García
Brayan Alexander García (26 de março de 1993) é um futebolista profissional hondurenho que atua como defensor, atualmente defende o Vida.

## Carreira

### Rio 2016
Brayan García fez parte do elenco da Seleção Hondurenha de Futebol nas Olimpíadas de 2016.